# Adam Ravbar
Adam Ravbar se je rodil na gradu Krumperk na Gorjuši pri Domžalah. Bil je baron in poveljnik deželne konjenice. Odločilno vlogo je imel v bitki pri Sisku leta 1593.

## Plemiška rodbina Ravbar
Adam Ravbar je izhajal iz plemiške rodbine Ravbarjev (nemško Rauber), ki naj bi imela koroško poreklo. Njegov oče je bil Kozma Ravbar, deželni skrbnik Kranjske. Ta je posestvo Krumperk na Gorjuši dobil z ženitno pogodbo. Na začetku je tam stal le obrambni stolp, kasneje so na istih temeljih zgradili dvor. Adam Ravbar je okoli leta 1580 naročil gradnjo gradu Krumperk, z značilno štirikotno obliko. Grajen je v renesančnem slogu. Grad na Gorjuši stoji še danes.  
Adamu Ravbarju se je rodil sin Janez Friderik, ki je bil cesarski predsednik Kranjske.

## Ravbar v bitki pri Sisku
Adam Ravbar je bil leta 1590 izvoljen za poveljnika konjenice dežele Kranjske. Takrat so bili v deželi pogosti vdori Turkov. Leta 1593 se je turška vojska pri Sisku na Hrvaškem pripravljala na vdor na Kranjsko in zahodno Evropo. Maja je bila vpoklicana vsa kranjska konjenica in tako je  Adam Ravbar 23. 5. 1593 odjezdil z 200 konjeniki v boj. Združil se je s hrvaškimi in bosanskimi četami ter koroško, avstrijsko in štajersko cesarsko vojsko.
Ravbar s svojo konjenico je bil tedaj že na Hrvaškem. Združili so se s hrvaškimi in bosanskimi četami, cesarsko vojsko s Koroške, Štajerske in Avstrije ter deloma nemškimi enotami, ki so prihitele na pomoč. V spopadu je Ravbar turško vojsko presenetil in prebil obrambo. Turška vojska je bila poražena, zato so se morali umakniti. Njihov vodja Hasan Paša je bil ubit.
V bitki pri Sisku je imel Adam Ravbar kot strateg ključno vlogo. Premagal je številčnejšo vojsko nasprotnika, ki do tedaj ni bila premagana še v nobeni bitki. Ta zmaga ni bila pomembna le za slovensko ozemlje, ampak za vso Evropo, ker bi Turki sicer zasedli tudi Dunaj.
V počastitev zmage nad Turki je bila v ta namen ob gradu (ob povratku Adama Ravbarja iz bitke leta 1593) zasajena lipa, ki je krasila grajsko dvorišče, dajala senco ter spominjala na veličastno zmago. Skupaj s še eno lipo je rasla v paru vse do marca 2018, ko je bila odstranjena.

## Adam Ravbar v umetnosti
- Leta 1963 je bila prvič uprizorjena vrnitev Adama Ravbarja s konjenico na grad Krumperk. V naslednjih letih so uprizorili tudi več turških vdorov in spopadov.
- Adam Ravbar (opereta) Josipa Lavtižarja
- Ivan Sivec, povest Adam Ravbar
- Domžalska godba Adam Ravbar
- Adam Ravbar pivnica Adam Ravbar s starinskim pohištvom, vitraži in krožniki